# Typhochrestus longisulcus
Espèce
Typhochrestus longisulcus est une espèce d'araignées aranéomorphes de la famille des Linyphiidae.

## Distribution
Cette espèce est endémique de  Crimée en Ukraine,.

## Description
Le mâle holotype mesure 1,30 mm et la femelle paratype 1,47 mm.

## Publication originale
- Gnelitsa, 2006 : Typhochrestus longisulcus sp. n., a new spider species from the Crimean Peninsula, Ukraine (Araneae: Linyphiidae). European Arachnology 2005. Acta zoologica bulgarica, Suppl. 1, p. 73-76.